# Деца филма
Деца филма је југословенска ТВ документарна серија снимљена 2002. године у продукцији Телевизије Београд.

## Улоге
| Глумац              | Улога   |
| ------------------- | ------- |
| Александар Ђорђевић | Домаћин |
| Неда Арнерић        | Лично   |
| Драган Бјелогрлић   | Лично   |
| Зоран Цвијановић    | Лично   |
| Светислав Гонцић    | Лично   |
| Миша Мирковић       | Лично   |
| Слободан Негић      | Лично   |
| Ненад Ненадовић     | Лично   |
| Оливер Томић        | Лично   |
| Гала Виденовић      | Лично   |
| Димитрије Војнов    | Лично   |
| Силвија Полето      | Лично   |
| Јанко Миливојевић   | Лично   |
| Милош Кодемо        | Лично   |

Комплетна ТВ екипа  ▼
| Редитељ              | Александар Ђорђевић |                   |
| Сценариста           | Александар Ђорђевић |                   |
| Композитор           | Гордана Ђурђевић    |                   |
| Директор фотографије | Живота Неимаревић   |                   |
| Mонтажер             | Ђорђе Анђелковић    |                   |
| Помоћник режије      | Душан Брајовић      | помоћник редитеља |
| Помоћник режије      | Снежана Чалић       | помоћник редитеља |